# Henryk Maculewicz
Henryk Maculewicz (* 24. dubna 1950, Grudza) je bývalý polský fotbalista, obránce. 

## Fotbalová kariéra
Začínal v druholigovém týmu Garbarnia Kraków.
V polské nejvyšší soutěži hrál za Wislu Krakov, nastoupil ve 193 ligových utkáních, dal 11 gólů a v roce 1978 získal s Wislou Krakov mistrovský titul. Dále hrál ve francouzské Ligue 1 za RC Lens, nastoupil v 51 ligových utkáních a dal 1 gól. V Poháru mistrů evropských zemí nastoupil v 6 utkáních a dal 1 gól a v Poháru UEFA nastoupil v 4 utkáních a dal 1 gól. Za polskou reprezentaci nastoupil v letech 1974-1978 ve 23 utkáních. Byl členem polské reprezentace na Mistrovství světa ve fotbale 1978, nastoupil v 6 utkáních.

## Ligová bilance
| Ročník                   | Zápasy | Góly | Klub             |
| ------------------------ | ------ | ---- | ---------------- |
| 2. polská liga 1970/1971 | -      | -    | Garbarnia Kraków |
| 1. polská liga 1971/1972 | 9      | 0    | Wisla Krakov     |
| 1. polská liga 1972/1973 | 21     | 1    | Wisla Krakov     |
| 1. polská liga 1973/1974 | 29     | 0    | Wisla Krakov     |
| 1. polská liga 1974/1975 | 25     | 2    | Wisla Krakov     |
| 1. polská liga 1975/1976 | 27     | 1    | Wisla Krakov     |
| 1. polská liga 1976/1977 | 27     | 1    | Wisla Krakov     |
| 1. polská liga 1977/1978 | 29     | 3    | Wisla Krakov     |
| 1. polská liga 1978/1979 | 26     | 3    | Wisla Krakov     |
| Ligue 1 1979/1980        | 26     | 1    | RC Lens          |
| Ligue 1 1980/1981        | 25     | 0    | RC Lens          |
| Ligue 2 1981/1982        | 7      | 0    | Paris FC         |
| CELKEM 1. polská liga    | 193    | 11   |                  |
| CELKEM Ligue 1           | 51     | 1    |                  |